# Klaus Størtebeker
Klaus Størtebeker var sørøver og anfører af fetaljebrødrene. I den tyske folkefortælling blev han fanget og halshugget i Hamborg den 20. oktober 1401. Nyere historisk forskning har dog tilbagevist dette og dokumenteret, at han levede til mindst 1414.
En legende fortæller, at han slog en handel af med Hanseforbundet, da han skulle henrettes: De sørøvere, som han kunne gå forbi efter halshugningen, skulle løslades.
Efternavnet er plattysk for 'Styrtebæger'. Han kunne styrte et bæger spiritus lige ned i halsen uden at blinke og uden at blive synligt beruset, sagde man.

## Størtebeker i populærkulturen
I 2006 blev der lavet en miniserie Störtebeker til tysk tv om hans liv. Spillefilmen 12 Meter Ohne Kopf er fra 2009. Den er bl.a. optaget på Middelaldercentret ved Nykøbing Falster og handler også om Størtebekers sidste dage.
Adskillige ting er opkaldt efter Størtebeker, dette inkluderer:
- Det tyske bryggeri Störtebeker Braumanufaktur
- Parken Störtebeker Park i Wilhelmshaven, Niedersachsen
- Störtebeker, skib i Kaiserliche Marine bygget i 1917
- Störtebeker, turbåd bygget i 1969 af Husumer Schiffswerft
- Störtebeker-Festspiele friluftteater i Ralswiek på Rügen, der blev opført første gang i 1959, og årligt siden 1993.
- Störtebeker-Freilichttheater, friluftteater grundlagt i 2009
- Störtebekerkanal, 5,5 km lang kanal i Norden, Niedersachsen
- Störtebekers Rache, kriminalhørespil fra 2009